# تپه مرزیان
تپه مرزیان مربوط به دوره اشکانیان - دوره ساسانیان - سده‌های اولیه دوران‌های تاریخی پس از اسلام است و در شهرستان ازنا، بخش جاپلق، دهستان جاپلق شرقی، ۲ کیلومتری جنوب غربی روستای فرزیان واقع شده و این اثر در تاریخ ۲۲ آبان ۱۳۸۶ با شمارهٔ ثبت ۲۰۰۵۹ به‌عنوان یکی از آثار ملی ایران به ثبت رسیده است.